# Cantone di Boissy-Saint-Léger
Il Cantone di Boissy-Saint-Léger era una divisione amministrativa dell'arrondissement di Créteil.
È stato soppresso a seguito della riforma complessiva dei cantoni del 2014, che è entrata in vigore con le elezioni dipartimentali del 2015.
Comprendeva i comuni di:
- Boissy-Saint-Léger
- Limeil-Brévannes